# Kolding Idrætsforening (calcio femminile)
Il Kolding IF Kvinder, più esattamente Kolding Idrætsforening Fodbold Kvinder, è una squadra di calcio femminile danese, sezione della società polisportiva Kolding Idrætsforening con sede a Kolding, capoluogo dell'omonimo comune nella regione della Danimarca Meridionale.
La squadra, inizialmente parte del Kolding Boldklub per poi staccarsene diventando autonoma come KoldingQ, dal 2019 è stata assorbita dalla polisportiva rappresentandola in Elitedivisionen, il livello di vertice del campionato danese femminile di calcio.

## Storia
Nel 2007 le società Kolding Idræts Forening (Kolding IF), Nr. Bjært Strandhuse IF e Kolding Boldklub decisero di fondersi come un'unica squadra nella serie giovanile più vecchia sotto il nome di Kolding FCQ. La collaborazione è durata un anno, dopodiché Nr. Bjært Strandhuse IF e Kolding Boldklub hanno deciso di continuare l'attività sportiva con la denominazione KoldingQ. La migliore squadra senior del Kolding Boldklub è stata successivamente posta sotto il controllo del KoldingQ e allo stesso tempo il KoldingQ è diventata una società a responsabilità limitata con Kolding Boldklub come proprietari. L'obiettivo che si poneva la società era di far diventare Kolding la città di riferimento del settore danese di calcio femminile e di essere una delle migliori squadre iscritte all'Elitedivisionen. La squadra avrebbe dovuto utilizzare le strutture di allenamento del Kolding Boldklub su Mosevej Sportsplads.
Grazie al suo vivaio, la società ha schierato una formazione Under-18 che ha partecipato, affidata alla guida tecnica di René Voss, Jesper Bisgaard e Tommy Holm, ai campionati nazionali giovanili. La giovanile ha negli anni fornito numerose giocatrici alla formazione titolare, squadra che dopo aver faticato a ottenere la salvezza, dopo l'arrivo sulla sua panchina della ex nazionale Lene Terp migliorò la sua competitività scalando progressivamente le classifiche arrivando, sotto la sua guida, ad ottenere due terzi posti in campionato. Dopo l'avvicendamento alla guida della squadra con il nuovo tecnico Peter Pedersen, il KoldingQ ha disputato una finale di coppa, ottenendo un nuovo terzo posto in campionato dietro le due principali squadre danesi che da anni si contendono il titolo di campione di Danimarca, Brøndby e Fortuna Hjørring. Allo stesso tempo la giovanile U-18 riesce a distinguersi ottenendo due titoli nazionali oltre a un gran numero di piazzamenti al secondo e terzo posto nella serie DM U18.
Nel 2013, dopo essere stata membro della nazionale danese per diversi anni, Lotte Troelsgaard è entrata a far parte della squadra, raggiunta l'anno successivo dalla sorella gemella Sanne, all'ottobre 2020 tra le giocatrici più rappresentative della nazionale con 147 presenze, terza assoluta e prima a quella data di quelle ancora in attività. Le due sorelle hanno indossato la maglia del KoldingQ per tre stagioni, ottenendo il terzo posto nei campionati 2014-2015 e 2015-2016, e mentre Lotte ha continuato a rimanere con la squadra fino al 2019, dopo la stagione 2016-2017 Sanne ha lasciato il club trasferendosi in Svezia al Rosengård.
All'inizio del 2017 un'altra giocatrice della squadra nazionale danese ha firmato un contratto per KoldingQ, il portiere Stina Lykke Petersen. Dopo aver declinato offerte da club di altri paesi, ha scelto di tornare in Danimarca con il KoldingQ, rinunciando anche allo stipendio pur di avvicinarsi alla sua famiglia e ai suoi amici.
Dal 1º luglio 2019 è stato deciso di separare KoldingQ da Kolding Boldklub e da quella data il club è diventato un'associazione indipendente. Allo stesso tempo la sede del KoldingQ si è trasferita nella parte settentrionale della città, dove il comune di Kolding si è assicurato le finanze per uno stadio e un campo di allenamento completamente nuovi in collegamento con Bramdrupdamhallerne. A dicembre 2019 è stata aperta la nuova struttura di allenamento e lo stadio prenderà il nome di Fynske Bank Arena, con una capacità di 2 500 spettatori. Inoltre, la Fynske Bank è diventata il nuovo sponsor principale del club, ed è stata avviato un'iniziativa atta ad ammodernare l'immagine della squadra, cambiando la grafica del logo del club e le tenute da gara. A stagione 2019-2020 iniziata la dirigenza assunse Anders Jensen come nuovo allenatore della squadra femminile.

## Palmarès
- Campionato danese femminile di seconda divisione: 1

2007-2008

### Altri piazzamenti
- Coppa di Danimarca:

Finalista: 2017-2018

## Organico

### Rosa 2020-2021
Rosa, ruoli e numeri di maglia come da sito bold.dk e sito ufficiale, aggiornati al 20 ottobre 2020.
| N. |                      | Ruolo | Calciatrice               |
| -- | -------------------- | ----- | ------------------------- |
| 1  | Danimarca (bandiera) | P     | Lene Christensen          |
| 2  | Danimarca (bandiera) | D     | Isabella Bryld Obaze      |
| 4  | Danimarca (bandiera) | D     | Emma Færge                |
| 5  | Danimarca (bandiera) | D     | Sofie Emilie Riis         |
| 6  | Danimarca (bandiera) | C     | Sofia Reval Husted        |
| 7  | Danimarca (bandiera) | C     | Sif Rykær                 |
| 8  | Danimarca (bandiera) | A     | Cecilie Fløe              |
| 9  | Danimarca (bandiera) | D     | Louise Eriksen (capitano) |
| 10 | Danimarca (bandiera) | A     | Emma Hoppe                |
| 11 | Danimarca (bandiera) | C     | Sille Fuhlendorff         |
| 12 | Danimarca (bandiera) | C     | Signe Baattrup            |
| 14 | Danimarca (bandiera) | C     | Laura Høgh Faurskov       |
| 15 | Danimarca (bandiera) | A     | Sofie Hornemann           |

| N. |                      | Ruolo | Calciatrice             |
| -- | -------------------- | ----- | ----------------------- |
| 16 | Danimarca (bandiera) | D     | Sofie Karsberg-Petersen |
| 17 | Danimarca (bandiera) | C     | Ea Rasmussen            |
| 18 | Danimarca (bandiera) | C     | Emilie Terp             |
| 19 | Danimarca (bandiera) | C     | Molli Plasmann          |
| 20 | Danimarca (bandiera) | C     | Carola Schneider        |
| 21 | Danimarca (bandiera) | P     | Mia Reedtz              |
| 22 | Danimarca (bandiera) | C     | Mathilde Gaarn Hansen   |
| 23 | Danimarca (bandiera) | D     | Benedikte Schrøder      |
| 24 | Danimarca (bandiera) | A     | Ida Guldager            |
|    | Danimarca (bandiera) | D     | Freya Winther           |
|    | Danimarca (bandiera) | D     | Emma Elvine Bernth      |